# Kamallı (Saatlı)
Kamallı è un comune dell'Azerbaigian situato nel distretto di Saatlı.